# Ouled Rahmoune
Ouled Rahmoune es un municipio (baladiyah) de la provincia o valiato de Constantina en Argelia. En abril de 2008 tenía una población censada de 26 132 habitantes.
Se encuentra ubicado al noreste del país, cerca de la costa del mar Mediterráneo y de la frontera con Túnez, y al este de la capital del país, Argel.